# Karloman, kralj Bavarske i Italije
Karloman (* oko 830.; † 29. studenog 880.) bio je od 876. do 880. bavarski i od od 877. do 879. kralj Italije. 
Karloman je bio najstariji sin kralja Ludviga Njemačkog i Eme. Otac mu je prilikom podjele države godine 865. dao Bavarsku kao vojvodstvo u kojoj je nakon očeve smrti 876. zavladao kao kralj. 
Osim toga naslijedio je svoga strica zapadnofranačkog (francuskog) kralja Karla II. Ćelavog kao kralj Italije (877. – 879.). 
879. Karlomana je pogodila kap zbog čega je bio nesposoban za vladanje. Zbog toga je dao Italiju bratu Karlu III. Debelom. Nakon Karlomanove smrti 880. dobio je njegov drugi brat Ludvig III. Mlađi Bavarsku i dio Lotaringije, a Karlomanov izvanbračni sin Arnulf Karantaniju.